# Cut the Rope
Cut the Rope (укр. Переріж мотузку) — відеогра жанру фізичної головоломки для портативних платформ. Гра розроблена російською компанією ZeptoLab і видається компанією Chillingo. Суть гри полягає в тому, щоб нагодувати звірятко Ам Няма цукерками, які слід доставити, використовуючи взаємодію різних предметів. Перша версія програми з'явилася в AppStore в 2010 році, в 2011 році було випущено продовження гри, «Cut the Rope: Experiments». B грі з'явилися такі нововведення, як відповідна реакція головного персонажа Ам Няма при натисканні на нього, можливість змінювати форму солодощів, з'явилися нові пристосування для пересування льодяника по рівню. 19 грудня 2013 вийшла Cut the Rope 2 на IOS (28 березня 2014 Cut the Rope 2 вийшла і на Android).
У грудні 2012 і 2013 року протягом обмеженого часу була доступна гра «Cut the Rope: Holiday Gift» для iPhone, iPad і Android.
Станом на липень 2011 року гра стала лідером в Google Play (Android Market). Всього завантажено 4,5 млн копій гри, що принесло операційний прибуток 9000000 доларів..

## Ігровий процес
У коробці сидить маленький зелений монстрик Ам Ням, якого треба годувати льодяниками (або будь-якими іншими солодощами). Солодощі бовтаються на мотузках, і їх треба правильно перерізати, щоб солодощі впали точно в рот Ам Няма, а не повз. Початкові рівні прості та мають очевидне вирішення, але наступні поступово ускладнюються: з'являються додаткові мотузки (автомотузки, що рухаються, стріляють), мильні бульбашки, ракети, повітряні подушки, равлики, павуки і небезпечні шипи. Принагідно слід збирати зірочки. Чим більше зірочок зібрано — тим більшу кількість балів буде отримано за кожен рівень (також вони відкривають нові локації: «Картонна», «Тканинна», «З фольги», «Чарівна», «Валентинка», «Подарункова», «Космічна», «Іграшкова», «Інструменти», «Медова», «DJ», «З привидами», «Парова», «З ліхтариками», «Сирна», «Подушкові» і «Механічна»).

## Нагороди
Гра отримала премію Apple Design Awards, яка присуджується стороннім розробникам за найякісніші додатки, створені для комп'ютерів і мобільних пристроїв компанії. У березні 2011 року Cut the Rope на 7 церемонії нагородження премії Британської Академії в області відеоігор була присуджена премія BAFTA в номінації «Handheld».